# Lakeisha Patterson
Pour les articles homonymes, voir Patterson.
Lakeisha Dawn Patterson, OAM (née le 5 janvier 1999) est une nageuse paralympique australienne. Elle a remporté des médailles aux Jeux du Commonwealth de 2014 et aux Championnats du monde de natation handisport 2015. Aux Jeux paralympiques de Rio, elle remporte la première médaille d'or des Jeux de l'Australie avec le record du monde du 400 m nage libre S8.

## Jeunesse
Patterson est née le 5 janvier 1999 à Wodonga, Victoria. Elle souffre d'une maladie de Parkinson précoce, d'épilepsie et d'une infirmité motrice cérébrale du côté gauche,. Elle vit sur l'île Bribie, Queensland.

## Carrière
Patterson commence à nager à l'âge de trois ans dans le cadre de sa rééducation pour surmonter la raideur musculaire. Elle s'entraîne d'abord avec Steve Hadler au Southern Cross Swimming Club à Scarborough et Suellyn Fraser au centre de loisirs aquatiques de Bribie Island.
Aux Jeux du Commonwealth de 2014 à Glasgow, en Écosse, elle remporte la médaille de bronze du 100 m nage libre S8. Participant aux Championnats du monde de natation handisport 2015, elle rafle une médaille d'or sur le relais 4 × 100 m nage libre féminin 34 points, l'argent au 50 m nage libre S8 et au relais 4 × 100 m quatre nages 34 points et le bronze au 100 m nage libre et au 400 m nage libre S8,,. Elle termine cinquième du 100 m dos S8.
En avril 2016, elle est sélectionnée au sein de l'équipe nationale pour les Jeux paralympiques d'été 2016 à Rio de Janeiro. Elle y rafle la première médaille d'or de l'Australie de ces Jeux en remportant le 400 m nage libre S8, tout en établissant un nouveau record du monde, un record paralympique et un record d'Océanie en 4 min 40 s 33, améliorant de 11 centièmes le précédent record du monde établi par l'Américaine Jessica Long, qui est arrivée deuxième,. Elle fait aussi partie de l'équipe qui gagne la médaille d'or du 4 × 100 m nage libre 34 points. Lakeisha Patterson rafle également trois médailles d'argent sur le 50 m nage libre et le 100 m nage libre S8 femmes derrière Maddison Elliott et sur le relais 4 × 100 m quatre nages 34 points.
Sur sa compétition à Rio 2016, Patterson dit : « Si quelqu'un m'avait dit il y a un an que c'est là que je serais, j'aurais dit: 'non, c'est une blague.' » Mais après avoir remporté sa première médaille d'or contre Jessica Long, elle déclare : « Je savais que je devais attaquer et sortir dur et continuer à me battre pour ça, et je savais qu'elle était juste derrière moi, alors je devais juste continuer. »
Aux Championnats du monde 2019 à Londres, elle gagne la médaille d'or du 400 m nage libre S9.
En 2015, elle est entraînée par Jan Cameron au Centre d'entraînement paralympique de l'Université de Sunshine Coast (en). Au début de 2016, elle rejoint le Lawnton Swim Club pour s'entraîner avec Harley Connolly. En 2016, elle est boursière de la Queensland Academy of Sport.

## Distinctions
- 2016 : Queensland Athlete with a Disability Award[18]
- 2016 : Athlète féminine senior de l'année de l'Association Sporting Wheelies et Handicapés[19]
- 2017 : Médaille de l'Ordre d'Australie[20]
- 2017 : Swimming Australia Mrs. Gina Rinehart Patron Award[21]
- 2018 : UniSport Australia - Performance exceptionnelle d'un athlète handicapé[22]
- 2019 : Nageur de l'année du programme paralympique de Swimming Australia (co-gagnant avec Tiffany Thomas Kane )[23]